# Die Übergabe von Granada
Das Historiengemälde Die Übergabe von Granada (kastilisch La rendición de Granada) wurde im Jahr 1882 von dem spanischen Maler Francisco Pradilla y Ortiz geschaffen. Das 3,30 × 5,50 Meter große Bild hängt im Palacio del Senado in Madrid.

## Bildbeschreibung
Das Bild zeigt die Übergabe der Schlüssel der Stadt Granada durch den Emir Muhammad XII. (Boabdil) von Granada an das kastilische Königspaar Isabella und Ferdinand am 2. Januar 1492.
Die Gruppe der christlichen Eroberer ist auf der, vom Betrachter aus gesehen, rechten Seite des Bildes dargestellt. Etwas links der Mitte ergibt sich eine Lücke zu der Gruppe der muslimischen Besiegten. Die Trennung wird durch eine Radspur auf dem dort sichtbaren Weg verstärkt. Dadurch wird auch die Perspektive betont.
Durch ihre Positionierung im Vordergrund, die hellen Farben der Bekleidung, die sich von dem an dieser Stelle aus Zypressen bestehenden dunklen Hintergrund stark abheben und das Weiß ihres Schimmels bildet die Königin einen Blickfang. Sie ist mit einem Hellgrün-goldenen Brokatkleid bekleidet und trägt einen hellblauen Brokatmantel mit einem weißen Hermelinkragen. Die Krone der Königin entspricht der, die heute noch in Granada aufbewahrt wird. König Ferdinand wird nahezu ohne Überschneidungen dargestellt. Er ist ganz in Rot gekleidet. Er trägt einen venezianischen Mantel aus rotem Samt, rote Strümpfe und eine rote Mütze, die mit einer Krone verbunden ist. Er hat die rechte Hand geöffnet um die Schlüssel in Empfang zu nehmen. Zwischen dem Königspaar erkennt man ihre beiden ältesten Kinder. Kronprinz Johann von Aragón und Kastilien trägt eine Krone. Der Ehemann der Infantin Isabella von Aragón und Kastilien, der Infant Alfons von Portugal war am 13. Juli 1491 gestorben. Sie trägt daher schwarze Trauerkleidung. Rechts hinter der Königin sieht man einige Hofdamen und Personen die bei der Eroberung des Königreiches Granada eine Rolle gespielt haben.
Die Gruppe des Emirs mit seiner Gefolgschaft wird perspektivisch etwas weiter hinten dargestellt. Das  führt dazu, dass die Personen kleiner abgebildet werden. Emir Muhammad XII. ist schwarz gekleidet, er reitet auf einem schwarzen Pferd, das von einem schwarzen Diener geführt wird. Er hält die Schlüssel in seiner rechten Hand. Seine Gefolgschaft ist nicht beritten, trägt aber offenbar noch Waffen.
Im Hintergrund des Bildes erkennt man eine Stadtmauer, weiße Gebäude und auf dem Berg die Burg Alhambra.

## Historischer Hintergrund
Ab dem Jahr 1482 verstärkte das kastilische Herrscherpaar Königin Isabella und König Ferdinand den militärischen Druck auf das Emirat Granada um es als Königreich Granada in das Herrschaftsgebiet der Krone von Kastilien einzubeziehen. Die Kämpfe wurden über viele Jahre geführt, bis schließlich nur noch die Stadt Granada selbst nicht von kastilischen Truppen besetzt war. Ende April 1491 wurde, nahezu kampflos, der Belagerungsring um die Stadt geschlossen.
Es wird vermutet, dass bereits lange vor der Aufnahme der offiziellen Verhandlungen, vielleicht sogar vor dem Beginn der Belagerung, geheime Verhandlungen zwischen Muhammad XII. (bekannt als Boabdil) und Königin Isabella und König Ferdinand stattgefunden hatten.
Am 1. Januar 1492 besetzten kastilische Soldaten mit der Zustimmung  Boabdils gegen Mitternacht alle strategisch wichtigen Stellen auf der Alhambra und hissten das königliche Banner und die Fahne des Ordens von Santiago auf einem der Türme. Am 2. Januar 1492 erfolgte die offizielle Zeremonie der Schlüsselübergabe, die von Pradilla in dem Gemälde dargestellt wird: Der Festzug wurde von König Ferdinand angeführt. In einigem Abstand folgten Königin Isabella mit ihren Kindern, anschließend Vertreter der Kirche, des Adels und der Städte Kastiliens. Der Emir ritt der Parade entgegen und übergab König Ferdinand die Schlüssel der Stadt Granada und der Burg Alhambra.

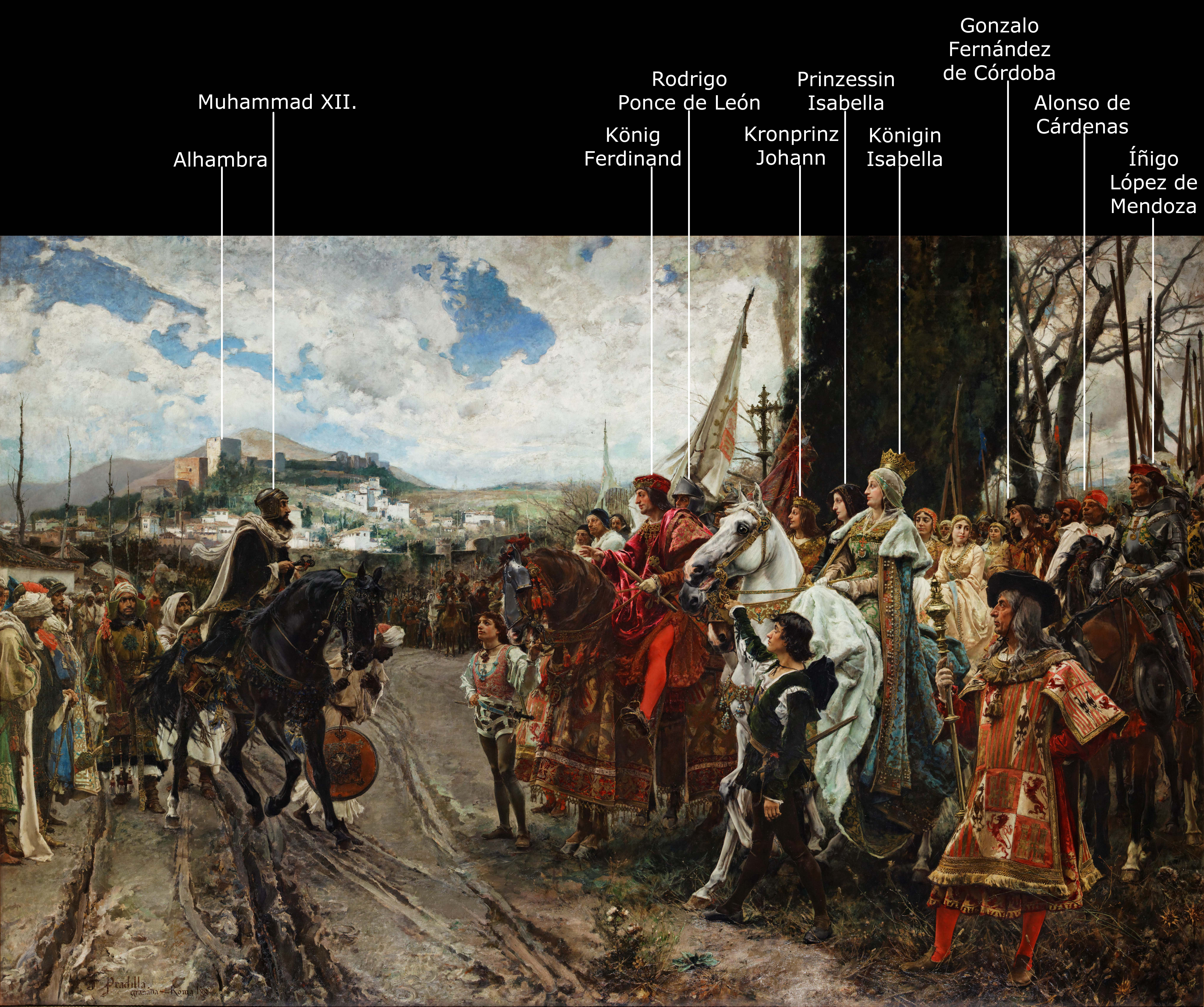

Auf dem Bild erkennbar abgebildete Personen:
- Muhammad XII. Abu Abdallah wird meist Boabdil oder El Rey chico genannt. Er war bis zu diesem Zeitpunkt Emir von Granada.
- König Ferdinand war seit 1468 König von Sizilien, seit 1474 zusammen mit seiner Frau Isabella regierender König von Kastilien und León. Im Jahr 1479 wurde er Herrscher der Reiche der Krone von Aragonien. Ferdinand war der oberste Heerführer im Krieg gegen Granada.
- Rodrigo Ponce de León y Núñez, Herzog von Cádiz war einer der Heerführer im Krieg gegen Granada.
- Kronprinz Johann war als Thronfolger in Kastilien Fürst von Asturien und als Thronfolger in Aragonien Fürst von Girona. Er starb im Jahr 1497.
- Prinzessin Isabella stand in der Thronfolge in Kastilien an zweiter Stelle. Ihr erster Ehemann, der portugiesische Infant Alfons war ein halbes Jahr vor dem dargestellten Ereignis gestorben.
- Königin Isabella war durch ihre Heirat mit Ferdinand seit 1469 Königin von Sizilien, seit 1474 zusammen mit Ferdinand regierende Königin von Kastilien und León und seit 1479 auch Königin der Reiche der Krone von Aragonien.
- Gonzalo Fernández de Córdoba y Aguilar war an den Friedensverhandlungen zwischen Granada und Kastilien beteiligt.
- Alonso de Cárdenas war Großmeister des Santiagoordens.
- Íñigo López de Mendoza y Quiñones, Graf von Tendilla wurde zum Festungskommandanten der Alhambra ernannt.

## Das Gemälde
Am 17. August 1878 gab der damalige Präsident des Senats, der Marqués de Barzanallana, dem Mitglied der Real Academia de España in Rom, Francisco Pradilla y Ortiz den Auftrag für ein Gemälde, das die Übergabe Granadas oder die Aushändigung der Schlüssel durch Boabdil an die Katholischen Könige darstellen sollte.
Pardilla begann mit der Erstellung des Bildes in Granada mit der Absicht die genauesten Informationen über die Landschaft und die Architektur einschließlich des atmosphärischen Umfeldes zu erhalten. Er informierte sich über verschiedene historische Details, wie z. B. die Krone und das Zepter Königin Isabellas oder die damals üblichen Pferde. Viele Details werden sehr genau in dem großformatigen Bild wiedergegeben. Bei den von ihm dargestellten Personen beschränkte Pardilla sich auf solche, von denen er ausreichende Kenntnisse aus glaubhaften Porträts erhalten konnte. Dass die von ihm dargestellten Personen wirklich an der Zeremonie teilgenommen haben, ist nicht belegt.
Das Bild fand sehr große Zustimmung in der spanischen Gesellschaft des späten 19. Jahrhunderts. König Alfons XII. verlieh Francisco Pradilla y Ortiz für die Schaffung des Bildes das Großkreuz des Ordens Isabellas der Katholischen, das für Verdienste um Kunst und Wissenschaft in Spanien verliehen wird.

## Politische Bedeutung
Der Auftraggeber des Bildes, der Marqués de Barzanallana, bezeichnete die Aushändigung der Schlüssel durch Boabdil an die Katholischen Könige, als Symbol für die Schaffung der Einheit Spaniens. Das Historienbild „La Rendición de Granada“ gilt heute als eine der bekanntesten politischen Darstellungen der Katholischen Könige als Symbole für die Einheit, die Größe und die Freiheit Spaniens. Der Wahlspruch im Wappen Spaniens in der Zeit des Franquismus war „Una – Grande – Libre“ (Einig – Groß – Frei). Die Geschichte Spaniens wird als ein Prozess dargestellt der unabwendbar zur Einheit führte.  Mit ihrer Heirat schafften Ferdinand und Isabella durch die Personalunion bei der Regierung der Reiche der Krone von Kastilien und der Reiche von Aragonien die Grundlage für die politische Vereinigung Spaniens. Durch die Eroberung Granadas und später die Einbeziehung Navarras in die Reiche der Krone von Kastilien durch König Ferdinand, wurde die territoriale Einheit Spaniens geschaffen. Durch die Zerstörung des letzten muslimischen Staates auf der iberischen Halbinsel und das Alhambra-Edikt wurde die religiöse Einheit Spaniens erreicht.
Die Eroberung von Granada war ein Schritt der Katholischen Könige, die darüber hinaus durch die Eroberungen der letzten Kanarischen Inseln und in Amerika, die Grundlage für die Größe des Spanischen Imperiums legten. Durch die Eroberung Granadas machten die Katholischen Könige die Iberische Halbinsel frei von allen Einflüssen islamischer Regierungen in Nordafrika.

## Andere Versionen des Themas
Francisco Bayeu y Subías hat im Jahr 1763 ein Bild, Öl auf Leinwand, mit dem gleichen Thema, als Entwurf für ein Deckengemälde des Königlichen Palastes in Madrid gemalt. Das nahezu runde, 55 × 58 cm große Bild ist Teil der Sammlung des Museo del Prado.